# Fire Escape Collapse

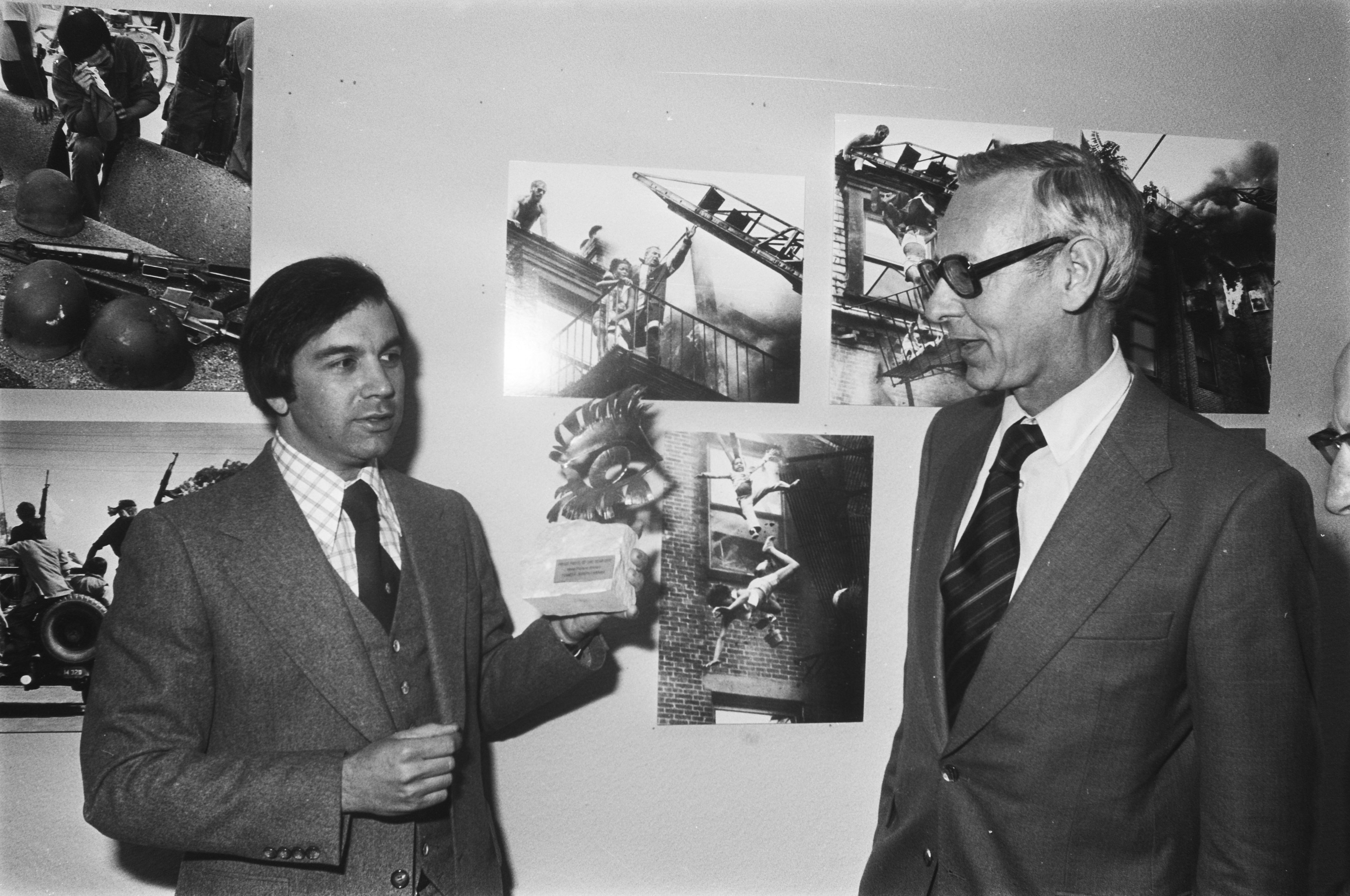
Стенлі Форман (ліворуч) з Максом ван дер Стулом, міністром закордонних справ Нідерландів, на церемонії нагородження «Прес-фотографія року» в Музеї Ван Гога в Амстердамі. На задньому плані видно фотографії тієї пожежі, зроблені Форманом, зокрема «Обвалення пожежних сходів».

Обвалення пожежних сходів (англ. Fire Escape Collapse), також відома як Пожежа на Мальборо-стріт (Fire on Marlborough Street) — чорно-біла фотографія американського фотографа Стенлі Формана, зроблена 22 липня 1975 року під час пожежі у Бостоні. За секунди до цього знімку обвалилися пожежні сходи, на яких знаходилися жінка з дівчинкою. Жінка загинула внаслідок падіння, але дитина вижила.
Фотографія з'явилася наступного дня в «Boston Herald American», де працював Форман, пізніше її опублікували в багатьох інших газетах. За цей знімок Форман отримав Пулітцерівську премію.

## Інцидент
22 липня 1975 року в будинку за адресою Мальборо-стріт, будинок 12 у бостонському районі Бек-Бей спалахнула пожежа. Роберт О'Нілл був одним із перших пожежників, які дісталися будівлі. Він виліз на дах, щоб прорізати в ньому отвір для тактичної вентиляції. Там він почув крики 19-річної Діани Брайант, яка зі своєю 2-річною хрещеницею Тіар Джонс вискочила на пожежні сходи в задній частині будинку і в паніці збиралася стрибнути. О'Нілл попросив Брайант передати дитину йому на дах. Оскільки вона не змогла цього зробити, він стрибнув на пожежні сходи і спробував її заспокоїти.
Тим часом пілот Джон Грін, який надавав звіти про дорожній рух для радіостанції WBZ, посадив свій гелікоптер на дах і побіг до О'Ніла, Брайант та Джонс. Він запропонував підсадити жінку та дівчинку на дах, щоб евакуювати їх гелікоптером. Однак, оскільки до них вже підіймали пожежну драбину, О'Ніл відмовився.
Але до того, як пожежник зміг спутитися на драбину, пожежні сходи обвалилися. Йому вдалося ухопитися за сходи, і його врятували, але Брайант і Джонс впали з 15-метрової висоти. Брайант померла від отриманих травм через кілька годин. Падіння Джонс було пом'якшене тілом Брайант, на яке вона впала. Дівчинка перенесла зупинку серця, але її реанімували, і вона вижила/
Стенлі Форман, фотожурналіст газети «Boston Herald American», дізнався про пожежу по радіо пожежної служби. Щоб отримати кращі фотографії порятунку Брайант та Джонс, він заліз на задню частину пожежної машини, звідки знімав своєю моторизованою камерою з об'єктивом 135 мм, використовуючи витрмку 1/125 секунди та діафрагму f/8.

## Опис
На фотографії зображено Діану Брайант та Тіаре Джонс у вільному падінні перед цегляною стіною з вікнами. Брайант знаходиться внизу кадру, вона падає головою вниз, виставивши руки вперед та зігнувши ноги, закриваючи своє обличчя. Над нею — Джонс, обличчя якої повернуто до камери. Джонс падає ногами вперед, витягнувши руки та ноги. Праворуч від людей падають пожежні сходи. Також видно дві падаючі рослини в горщиках. Незважаючи на рух людей у кадрі, фотографія добре сфокусована.
На інших фотографіях із серії знімків Формана видно Брайант та Джонс, які чекають на пожежну драбину, та момент, коли сходи обвалюються, і постраждалі ще знаходяться на них.

## Публікація та реакції
Стаття про цю подію з'явилася наступного ранку у газеті «Boston Herald American». Фотографія зайняла значну частину першої шпальти газети. Також її було передруковано всередині разом із трьома іншими знімками пожежі, зробленими Форманом. Того ж дня ці світлини були поширені по всьому світу агентством Associated Press, і у подальші дні вони з'явилися в багатьох національних та міжнародних газетах, одних лише американських було понад 100.
Публікація викликала критику, зокрема, висловлювалися занепокоєння з приводу її етичності. Форман отримував листи, в яких його називали збоченцем або опортуністом. Фотограф наголошував, що зазвичай пропонував допомогу в нещасних випадках, які фотографував, але під час цієї пожежі це було неможливо.
Він також зазначив, що ці фотографії призвели до покращення пожежної безпеки, ставши поштовхом для зміни законодавства штату Массачусетс, столицею якого є Бостон. Нове законодавство передбачало, що пожежні сходи слід перевіряти кожні п'ять років на предмет їхньої структурної придатності та безпеки.
За словами Формана, фотографія також протягом кількох років використовувалася в брошурах з пожежної безпеки.
Фонд World Press Photo відзначив фотографію премією World Press Photo of the Year. Форман також отримав Пулітцерівську премію за новинну фотографію.
Наступного року Форман знову отримав Пулітцерівську премію в тій самій категорії, цього разу за свою фотографію «The Soiling of Old Glory», на якій зображено юнака, що намагається вдарити афроамериканця прапором США.
Німецький панк-гурт Abwärts використав це фото на обкладинці свого альбому 1980 року «Amok Koma». При перевиданні цього альбома на вінилі у 2019 році Форман попросив музикантів не використовувати цього разу цей знімов. Вони виконали його прохання та натомість використали колажі, розроблені музикантом Бобом Поллардом.